# Castelmoron-d’Albret
Castelmoron-d’Albret [kastɛlmɔʁɔ̃ dalbʁɛ] ist eine französische Gemeinde mit 51 Einwohnern (Stand 1. Januar 2022) im Département Gironde in der Region Nouvelle-Aquitaine; sie gehört zum Arrondissement Langon und zum Kanton Le Réolais et Les Bastides.
Castelmoron liegt am Flüsschen Ségur und gilt mit 3,76 Hektar Fläche (das entspricht etwa der Größe der Place Charles de Gaulle in Paris) als flächenmäßig kleinste Gemeinde Frankreichs.

## Geschichte
Castelmoron-d’Albret war als Vizegrafschaft im Besitz des Hauses Albret und Bestandteil des Herzogtums Albret.
Während der Französischen Revolution ging aus der Pfarrei Sainte-Catherine de Castelmoron die Gemeinde Castelmoron hervor.
Zur Zeit des Nationalkonvents (1792–1795) trug die Gemeinde den provisorischen Revolutionsnamen Castel-Marat.
1957 erhielt sie den Namenszusatz Albret, um sie von der Gemeinde Castelmoron-sur-Lot im benachbarten Département Lot-et-Garonne zu unterscheiden.

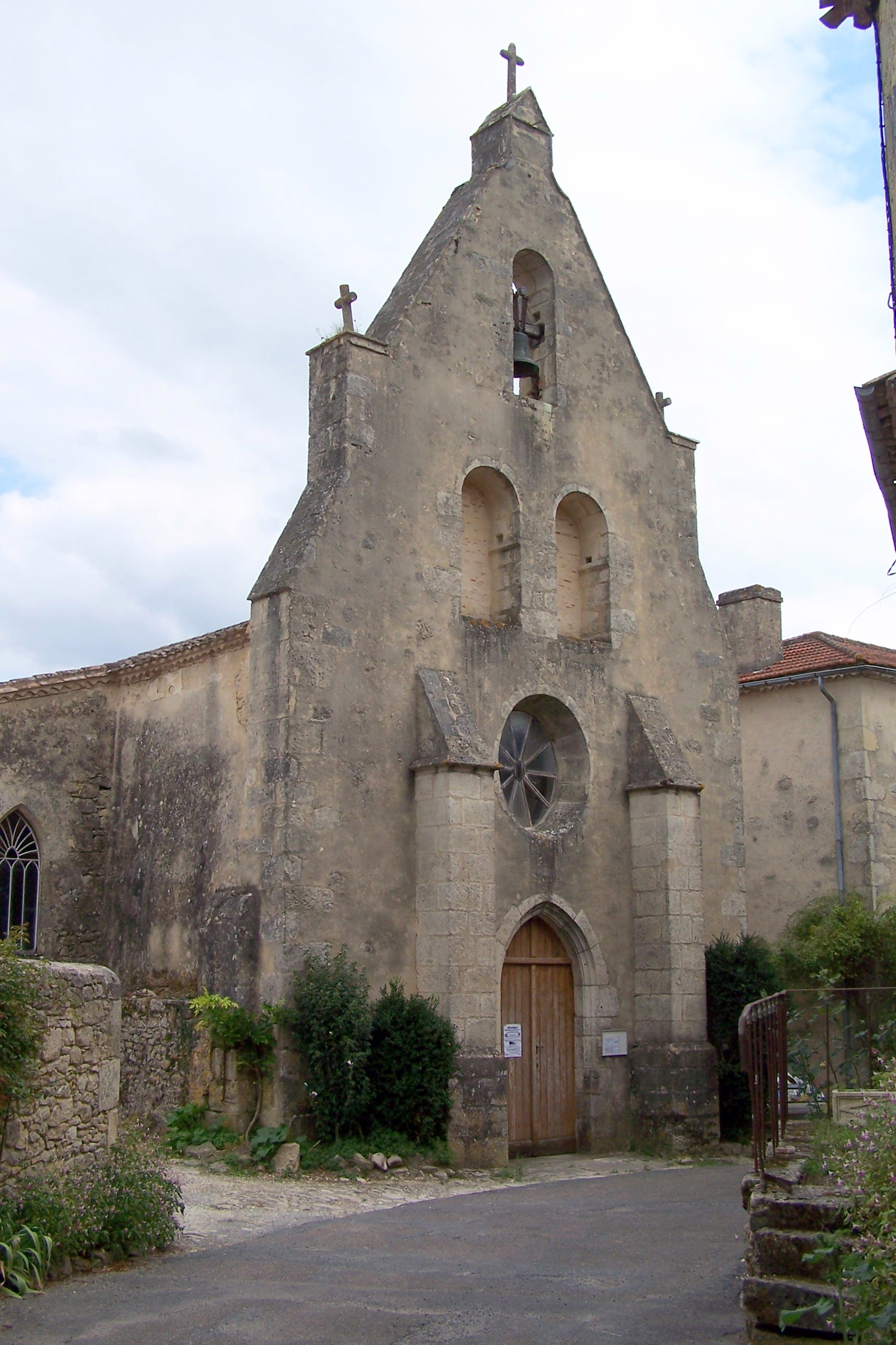
Kirche Sainte-Catharine-Notre-Dame

### Bevölkerungsentwicklung
| Jahr | Einwohner |
| ---- | --------- |
| 1962 | 50        |
| 1968 | 82        |
| 1975 | 79        |
| 1982 | 62        |
| 1990 | 64        |
| 1999 | 62        |
| 2017 | 53        |

## Sehenswürdigkeiten
- Befestigtes Dorf auf einem Felsvorsprung, Reste der Stadtmauern
- Herzogliches Palais, heute Mairie
- Kirche Sainte-Catharine-Notre-Dame aus dem 19. Jahrhundert (siehe auch: Liste der Monuments historiques in Castelmoron-d’Albret)
- Waschhaus aus dem 19. Jahrhundert